# Петухов, Борис Петрович
Борис Петрович Петухов (4 августа 1939 — 22 февраля 2017) — советский футболист, защитник.
Бо́льшую часть карьеры провёл в командах второго (1961—1966) и третьего (1967—1968, 1972—1979) эшелонов советского футбола «Спартак» Фергана (1961), «Нефтяник» Фергана (1962, 1966), СКА Новосибирск (1963—1965), «Свердловец» Ташкентская область (1967—1968), «Автомобилист» Термез.
В 1968—1971 годах в высшей лиге в составе «Пахтакора» провёл 114 матчей, забил один гол.
В 1981 году — тренер в клубе второй лиги «Ёшлик» Туракурган.
Скончался в феврале 2017 года.